# Жуан Фонсека
Жуан Фонсека (англ. João Fonseca; нар. 21 серпня 2006, Ріо-де-Жанейро, Бразилія) — бразильський професійний тенісист. Він має найвищий за кар’єру рейтинг ATP в одиночному розряді 68-е місце в рейтингу світу 17 лютого 2025 року та 431-е місце в парному рейтингу 26 лютого 2024 року Зараз він є першою ракеткою Бразилії.

## Біографія
Фонсека народився в Іпанема, Ріо-де-Жанейро, у сім'ї Роберти та Крістіано Фонсеки. Його батько є генеральним директором і співзасновником IP Capital Partners, першого незалежного хедж-фонду в Бразилії. Фонсека почав грати в теніс у віці 4 років у заміському клубі Ріо-де-Жанейро, який був поруч з його домом.

## Фінали турнірів ATP

### Одиночний розряд: 1 (1 титул)
| Результат | В–П | Дата     | Турнір                    | Категорія | Поверхня | Супротивник         | Рахунок       |
| --------- | --- | -------- | ------------------------- | --------- | -------- | ------------------- | ------------- |
| Перемога  | 1–0 | Лют 2025 | Argentina Open, Аргентина | ATP 250   | Ґрунт    | Франциско Серундоло | 6–4, 7–6(7–1) |